# Tony Campolo

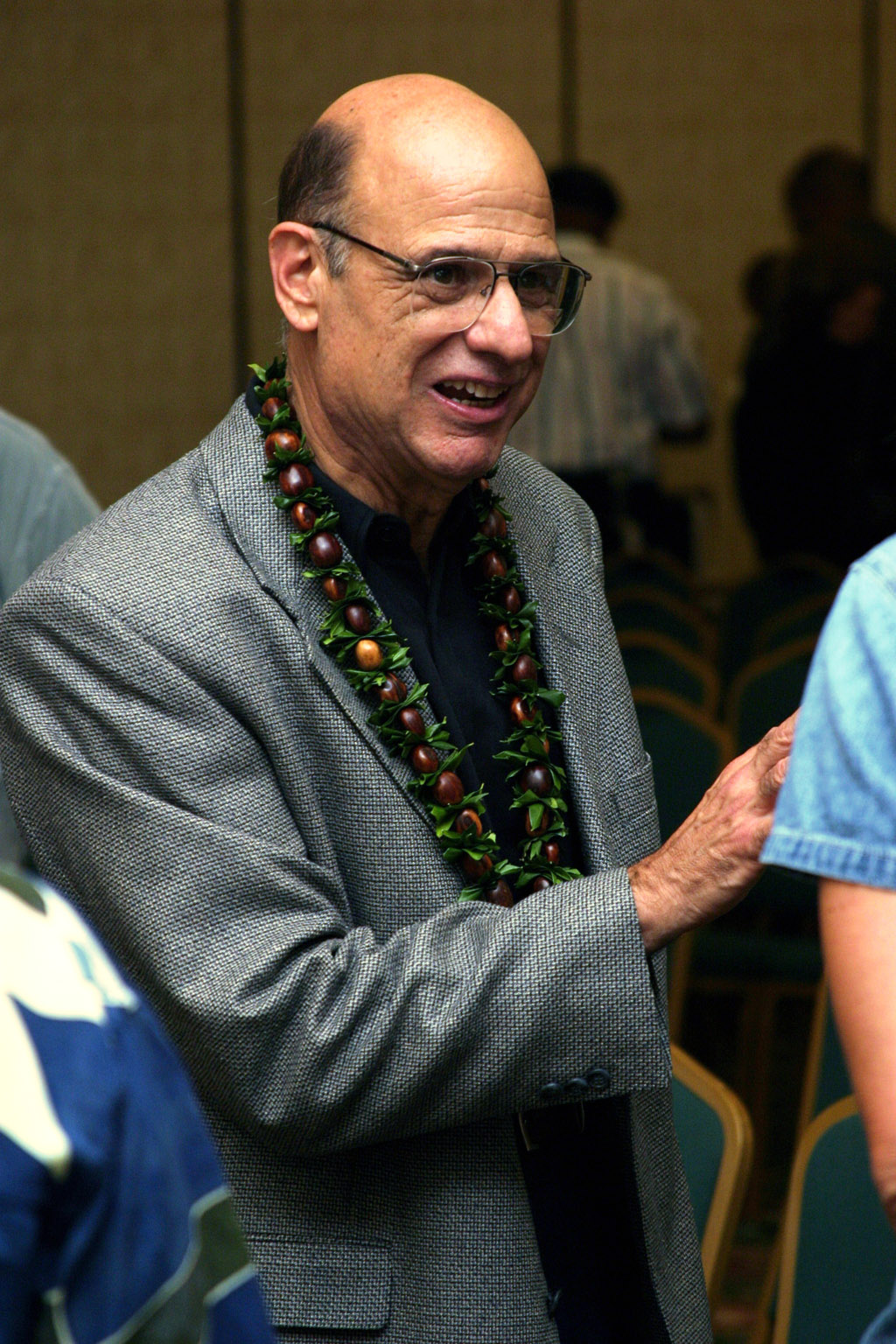
Tony Campolo (2003)

Anthony „Tony“ Campolo (* 25. Februar 1935 in Philadelphia, Pennsylvania; † 19. November 2024 in Beaumont bei Bryn Mawr, Pennsylvania) war ein US-amerikanischer Soziologe, baptistischer Geistlicher, Autor, Redner, Sozialaktivist und Führer der Red-Letter Christians. Er war der geistliche Berater des ehemaligen US-Präsidenten Bill Clinton.

## Leben und Wirken
Sein Vater Antonio Campolo wanderte aus wirtschaftlichen Gründen von Italien in die USA aus. Die Familie wohnte im Westen Philadelphias. Sie besuchten eine Baptistenkirche von Schwarzen in ihrer Nachbarschaft, und eine Baptistenmission im Süden Philadelphias gab dem arbeitslosen Vater eine Anstellung.
Campolo besuchte bis 1956 das Ost-College des heutigen Palmer Theological Seminary in Philadelphia. Er promovierte 1964 an der Temple University in Soziologie. Er war zudem ordinierter Baptistenprediger und Evangelist, eine lange Zeit war er Associate Pastor der Mount Carmel Baptist Church im Westen Philadelphias und ab 2019 Co-Pastor der St. John’s Baptist Church. Zehn Jahre war er Professor für Soziologie an der Eastern Universität in St. Davids. Dort gründete er das Campolo Center for Ministry (CCM), um Studenten in Lehre, Mentoring und Jüngerschaft zu fördern, damit sie im Glauben wachsen und im Leben und Arbeiten Verantwortung übernehmen.
Obwohl Campolo Baptist war, hielt er besonders den Methodisten John Wesley in Ehren, weil er bei ihm erkannte, dass seine Bekehrung tiefgreifende persönliche und soziale Veränderungen ausgelöst und den Kampf gegen den Rassismus, die Sklaverei, Frauenunterdrückung, Kinderarbeit und mangelnde Bildung vorangetrieben hatte. Als junger Pastor in Valley Forge legte er sich mit dem Großunternehmen General Electric an, das in der Nähe ein Forschungszentrum eröffneten, was Wohnungsknappheit für arme Schwarze auslöste. So wurde er Leiter eines Rates, der sich für erschwinglichen Wohnraum einsetzte. In den Siebzigerjahren gründete er den Evangelischen Verein für die Förderung von Bildung (Evangelical Association for the Promotion of Education, EAPE), der gefährdeten Jugendlichen in den USA und in Kanada half und bis 2014 Schulen in der Dominikanischen Republik und auf Haiti gründete.
Campolo wurde bekannt durch eine Predigt mit dem Titel: Es ist Freitag, aber der Sonntag kommt bestimmt! Er war ein gefragter Redner auf christlichen Konferenzen und beliebter Kommentator für religiöse, politische und soziale Fragen. Er war Gast in Sendungen wie The Colbert Report, The Charlie Rose Show, Larry King Live, Nightline, Crossfire, Politically Incorrect und The Hour. Mit Gordon MacDonald und dem methodistischen Pastor J. Philip Wogaman war er geistlicher Berater von Präsident Bill Clinton.
Er galt als einer der einflussreichsten Führer der Evangelical left, also Evangelikale, die die sozialen und politischen Aspekte des Evangeliums stark beachten, gewichten und leben. Denn es gehe nicht nur darum, einfach „in den Himmel zu kommen, sondern ein Instrument Gottes zu werden, um diese Welt in seinem Sinn zu verändern“. Seine Reden und Predigten – er hielt etwa 500 Ansprachen pro Jahr – begann er häufig mit der schockierenden Aussage, dass letzte Nacht x Kinder an Hunger und Unterernährung gestorben seien, um die Zuhörer aufzurütteln. Er war auch ein Führer der Red-Letter-Christians-Bewegung, die den Schwerpunkt auf die Aussagen von Jesus setzt, auf die sogenannten roten oder fettgedruckten Stellen der Evangelien. 2011 wurde er deswegen Gastgeber einer Show bei JC-TV.
Er lehnte Abtreibung, gleichgeschlechtliche Ehen, Euthanasie, Todesstrafe und Kriegsführung ab. Seine Frau hatte teilweise andere Ansichten zu diesen Themen, die sie auch öffentlich diskutierten. Im Juni 2015 schrieb Campolo auf seiner Website, dass er nach vielen Gesprächen und Gebeten seine Meinung in Bezug auf gleichgeschlechtliche Ehen geändert habe und diese nun als verbindliche Lebensform akzeptieren könne, weil gegenseitige Unterstützung und gemeinsames spirituelles Wachstum möglich seien.

## Familie, Krankheit und Tod
1958 heiratete er Peggy Davidson; sie bekamen einen Sohn und eine Tochter und lebten in Philadelphia. Im Jahr 2020 erlitt er einen Schlaganfall, der seine Rednertätigkeit abrupt beendete. Er starb im November 2024 im Alter von 89 Jahren in seinem Haus in Bryn Mawr.

## Schriften (Auswahl)
Campolo war Autor vieler Bücher in den Bereichen Soziologie und Theologie. Jedoch wurden nur wenige Bücher ins Deutsche übersetzt:
- Heiße Kartoffeln, sechzehn Themen, die Christen gerne verdrängen, Oncken, Wuppertal und Kassel, 1996, ISBN 978-3-7893-1103-1.
- Die bunten Schafe des Herrn. Was Sie schon immer über Charismatiker wissen wollten, Brockhaus Wuppertal, 1998, ISBN 978-3-7893-1074-4.
- Party auf Zimmer 210: Inspirierende und tiefgründige Geschichten, Gerth, Aßlar, 2006. ISBN 978-3-86591-109-4 und 2009 ISBN 978-3-86591-447-7 (Originaltitel: Let me tell you a story).
- Gutes für die Seele – 117 geistliche Muntermacher für jeden Tag, Cap-Books, Haiterbach-Beihingen 2011, ISBN 978-3-86773-128-7.
- mit Shane Claiborne: Die Jesus-Revolution. Was passiert, wenn wir ihn beim Wort nehmen, Gerth, Aßlar 2014, ISBN 978-3-95734-030-6.